# Ceraia maxima
Ceraia maxima är en insektsart som beskrevs av Brunner von Wattenwyl 1891. Ceraia maxima ingår i släktet Ceraia och familjen vårtbitare. Inga underarter finns listade i Catalogue of Life.